# Klaipėdský hrad
Klaipėdský hrad (litevsky Klaipėdos pilis) je hrad založený roku 1252 na popud magistra Livonského řádu Eberhardta von Seyna a kuršského biskupa Heinricha v Klaipėdě.

## Historie
První hrad byl dřevěný (již za jeho stavby napaden spojenými silami pohanských Žemaitů a Litevců), skládal se z hlavní stavby a dvou nádvoří, vše bylo obkrouženo příkopy a hradbami. Stál na levém břehu tehdejšího toku řeky Danė, v místě bažinatém a nízko položeném, a proto byl na přelomu 1252 a 1253 na protějším (tehdy pravém, dnes se místo nachází na levém) břehu řeky položen základní kámen zděného hradu na umělém ostrově. S podhradím a městským ostrovem bylo postaveno ještě několik mostů. Nejméně jeden z nich byl tak vysoký, že do přístavu při hradu pod ním mohly proplout lodě. Dostavba na dostatečně pevný zděný hrad byla dokončena již koncem roku 1253. Není známo, zda v té době měl hrad věž. První kaple, která se dochovala až do konce 18. století, byla v areálu hradu.
Suchozemská cesta, vedoucí z Pruska do Livonsko, která vedla přes Kuršskou kosu a Klaipėdu až do Lipavy/Liepoje byla velmi důležitá, v dobách Livonského řádu nazývána Pobřežní cesta. Nejdůležitější z úkolů klaipėdského komtura bylo zajistit bezpečný průchod touto cestou.
V historických dokumentech jsou zaznamenány útoky (mezi lety 1252–1418) v letech: 1252, 1253, 1254, 1257, 1307, 1323, 1360, 1379, 1393, 1402, 1409 a 1418. Roku 1360 požár zcela zničil hrad.
Roku 1379 byl opět i zděný hrad (spolu s městem) zničen spojenými žemaitsko-litevskými silami. Hrad byl opět obnovován. Roku 1393 byla postavena věž, na kterou ještě v témže roce Žemaité zaútočili a zbořili ji. Další mnohé snahy o obnovy a rozšíření hradu byly systematicky mařeny neustálými žemaitsko-litevskými útoky. Zcela ovládnout hrad a město se jim však nedařilo.
Roku 1399 byla započata generální rekonstrukce poničeného hradu, která byla dokončena roku 1409, ihned poté byl hrad opět napaden. Pro neustálé útoky a pokroky ve vývoji artilerie začal být hrad roku 1516 modernizován: byly navršeny vysoké náspy se strážními věžemi, roku 1546 byla postavena Veliká věž. Roku 1627 byl hrad opevněn bastiony, ale po dvou letech hrad poničili Švédové.

## Galerie

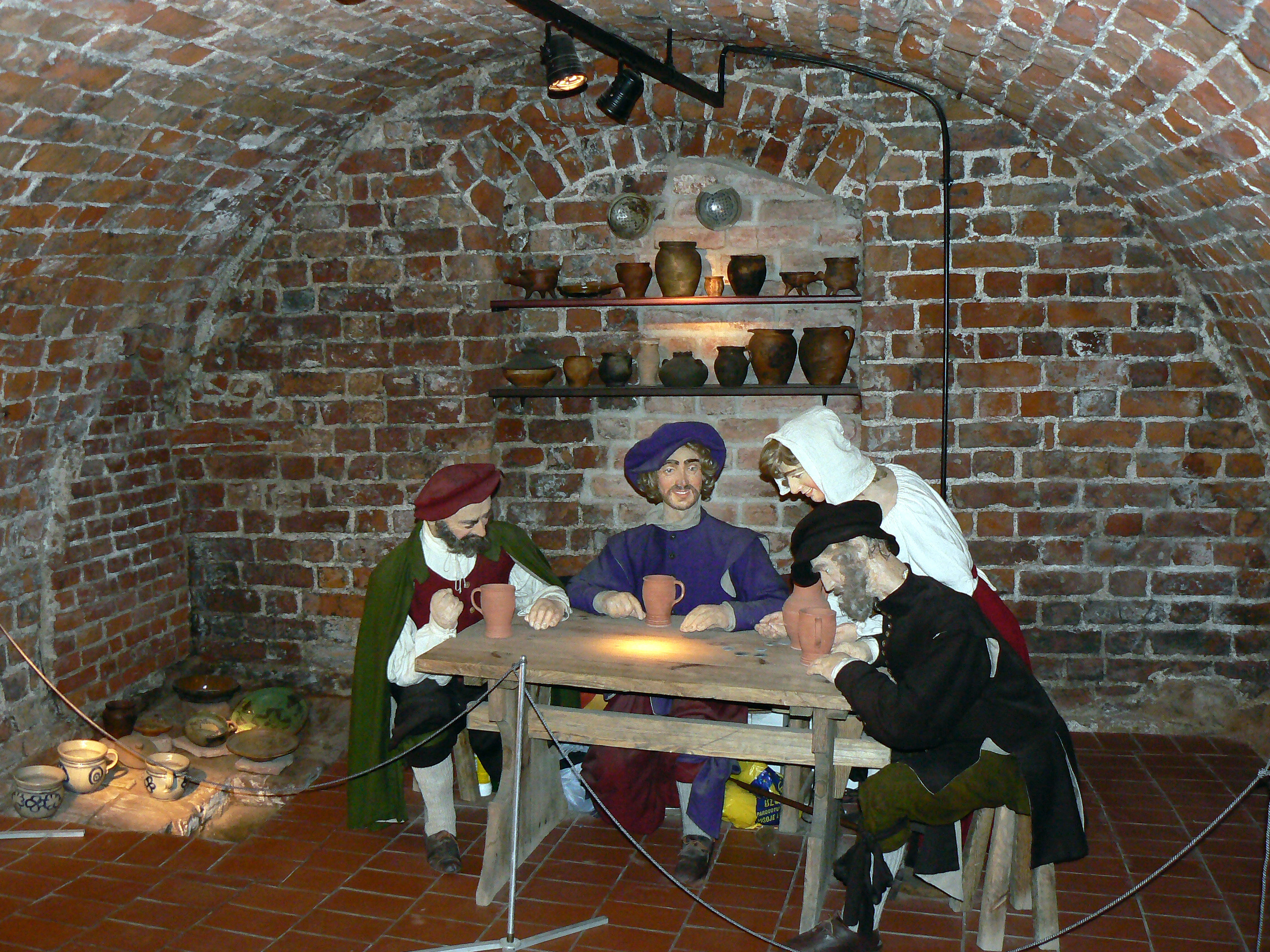
Muzeum ve sklepení (víc, než sklepení se nezachovalo) Klaipėdského hradu
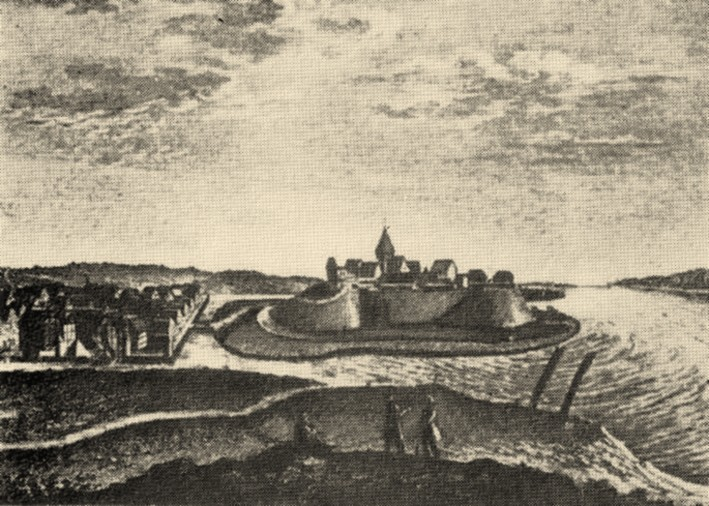
Klaipėdský hrad (Memelburg) kolem roku 1535
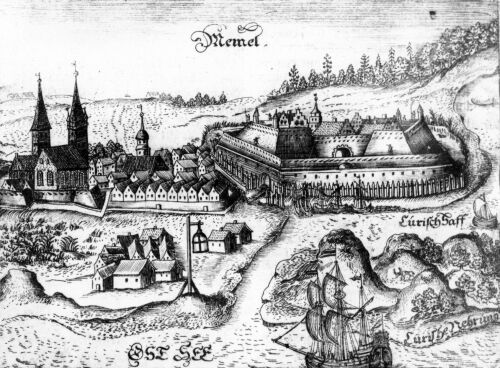
Klaipėdský hrad v 17. století
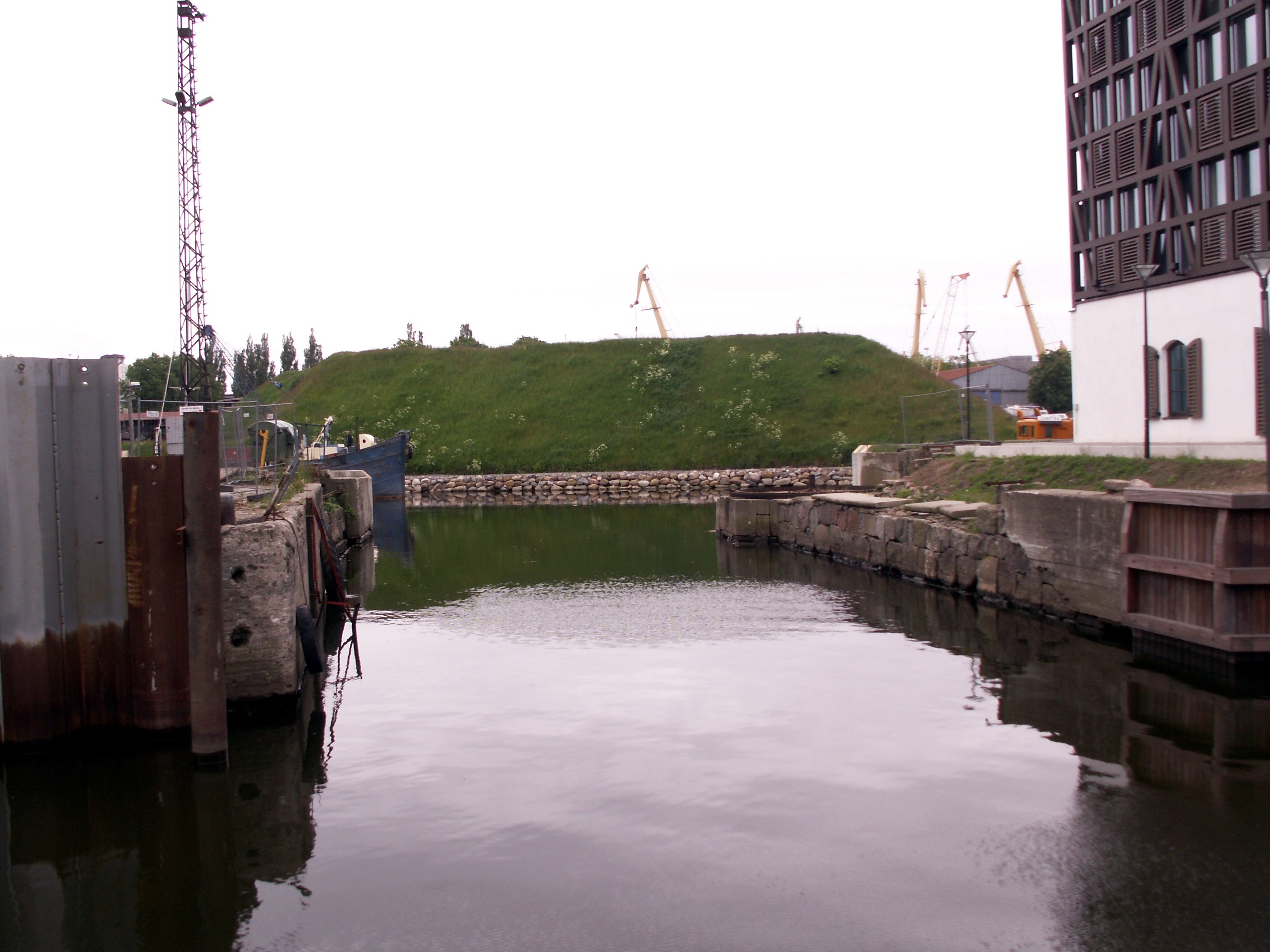
Jeden z ochranných valů hradu